# Estación de Andorra
Andorra fue una estación de ferrocarril que existió en el municipio español de Andorra, en la provincia de Teruel. El complejo ferroviario formaba parte de la línea Andorra-Escatrón, de carácter minero-industrial, estando operativo entre 1953 y 1984. En la actualidad el terreno ocupado por las antiguas instalaciones se ha convertido en un parque industrial.

## Historia
La línea Andorra-Escatrón fue construida entre 1947 y 1952, siendo inaugurada oficialmente el 16 de junio de 1953. En el municipio de Andorra se levantó un complejo ferroviario que incluía un edificio administrativo, talleres, depósito de locomotoras, aguadas, placa giratoria y diversas instalaciones anexas para servicios auxiliares. Desde la estación de Andorra partían dos ramales ferroviarios: uno enlazaba con el Pozo de San Juan y otro con el cargadero de mineral que servía a toda la cuenca minera. El carbón extraído de las minas andorranas era llevado hasta el cargadero de mineral y posteriormente hasta las vías de la estación de Andorra, desde donde se centralizaba todo el tráfico de carbones hasta la central térmica de Escatrón.
A comienzos de la década de 1980 el transporte de mineral se redirigió a la nueva central térmica de Andorra, en contraste con el declive que experimentó el tráfico en el resto de la línea férrea. No obstante, en 1984 se suprimió la tracción vapor de en este ferrocarril y las instalaciones ferroviarias de Andorra fueron desmanteladas en su práctica totalidad. Solo ha sobrevivido el edificio principal de la estación, que ha sido rehabilitado para acoger oficinas.